# 二匹の猿 (ブリューゲルの絵画)
『二匹の猿』（にひきのさる、独: Zwei Affen、 英: Two Monkeys）、または『繋がれた二匹の猿』（つながれたにひきのさる、独: Zwei angekettete Affen、英: Two Chained Monkeys）は、初期フランドル派の巨匠ピーテル・ブリューゲルが1562年にオーク板上に油彩で制作した絵画である。 描かれているのは当時、珍しかったアフリカ産のオナガザルで、鎖に繋がれ、窓の敷居に座っている。背景に見えるのは、アントウェルペンの都市景観である。本作は、ブリューゲルがアントウェルペンからブリュッセルへ移る前年に描かれたもので、彼が別れたアントウェルペンの友人のための作品であった可能性もある。作品は、ベルリン絵画館に所蔵されている。

## 猿
作品は、アーチの下の鉄の輪に鎖で繋がれた二匹の猿を描いている。遠方には、霞の中にあるスヘルデ川に浮かぶ幾艘もの帆船、大聖堂の塔や風車の見えるアントウェルペンの町が望まれる。猿は、頭部の赤いオナガザル亜科のマンガベイで、西アフリカのカーボベルデからコンゴまで分布している。アントウェルペンが海港都市としての地位を持っていたために自然界から動物貿易商によってもたらされたのであろう。

## ベルリン絵画館の解釈
この作品において、鎖は絶望的な状況の象徴である。しかし、作品をよく観察してみると鎖から解放される方法は存在する。鎖は、鉄の輪に完全には嵌められておらず、縦に向きを変えれば鉄の輪から外れるのである。運命に身を委ねてしまっている猿たちは、決して自分たちを解放することはできない。天から自分たちを救う方法が与えられているのに、それを用いることができないのである。
同様のことは人間についてもいえる。人間は十分な洞察力がなく、自身の囚人となっているのである。ブリューゲルのメッセージは、個人の自己省察のみが人間を正しい道に導き、知識と賢明さによって過ごされる人生では、人間は精神的囚人状態から解放されるというものである。このことは、ロッテルダムのエラスムスやディルク・コールンヘルトの人文主義的著作に規範的な形で描かれている倫理と基本的に同じものである。

## グローヴィアーの解釈

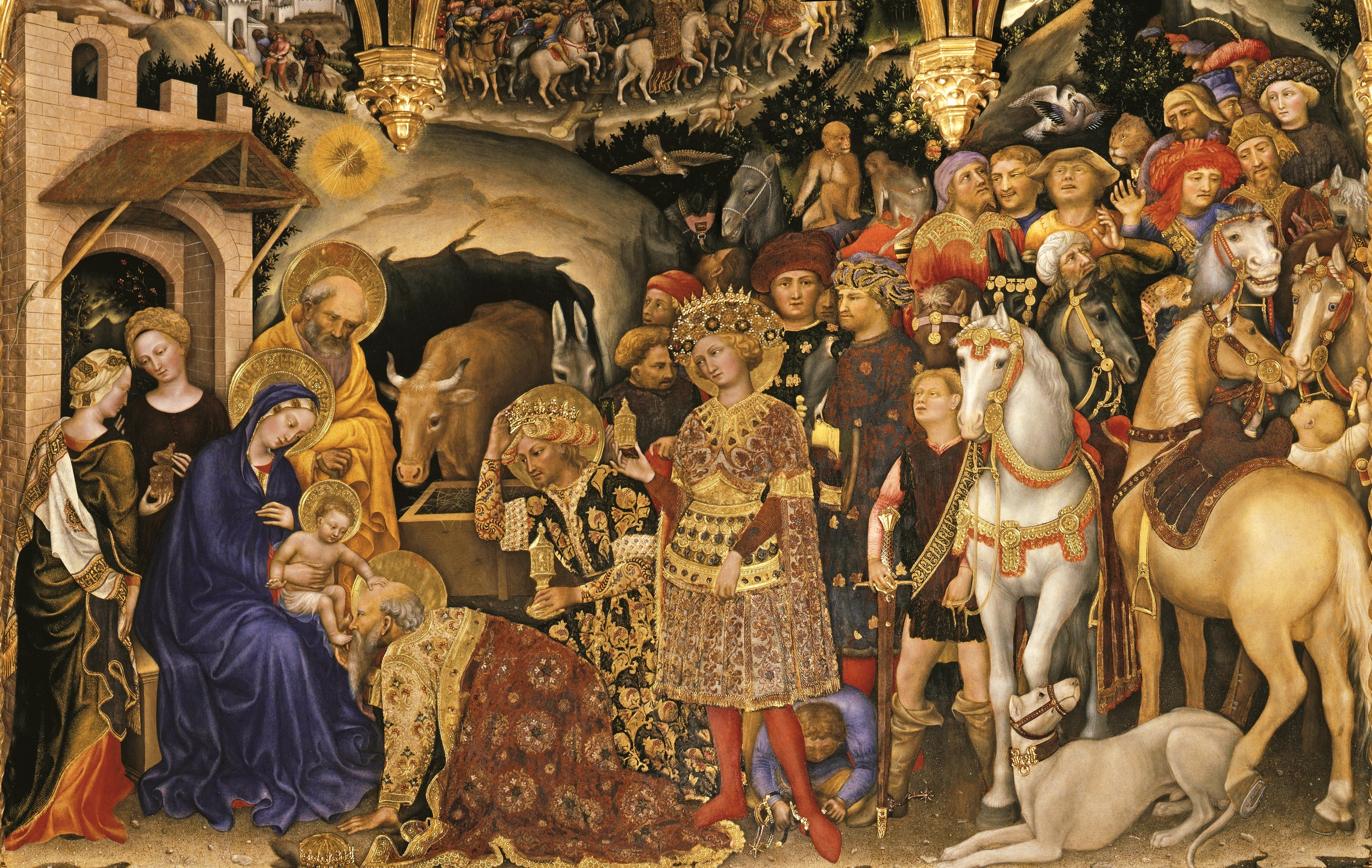
ジェンティーレ・ダ・ファブリアーノ『東方三博士の礼拝』の部分。中央上部右寄りに二匹の猿が見える。

ブリューゲルは、鎖で繋がれた二匹の猿の象徴性をおそらく15世紀イタリアの芸術家ジェンティーレ・ダ・ファブリアーノの『東方三博士の礼拝』  (ウフィツィ美術館) から引用したのであろう。ジェンティーレの作品でも、二匹の猿は同様に中央のアーチの下に繋がれているのである。ジェンティーレの作品の猿と相似させ、また同時にその意味を再創造しつつ、ブリューゲルは人間の愚かさと、いかに人間同士が互いを繋げて束縛しているか象徴させるために鎖で繋がれた猿を利用している、と美術批評家のケリー・グローヴィアー (Kelly Grovier) は述べている。
モンタナ州立大学のマーガレット・A・サリバン (Margaret A. Sullivan) は、この意見の裏付けとして、二匹の猿は「愚かな罪人」の「小さな寓話」として見られると述べ、「猿たちが繋がれていることは、物質的豊かさを過剰に望む態度の結果」であるとしている。具体的には、サリバンは、左の猿は吝嗇と貪欲を象徴し、右の猿は放蕩を象徴するとしている。サリバンのこれらの結論は、二匹の猿がブリューゲルの別の作品である『悪女フリート』 (マイヤー・ファン・デル・ベルグ美術館) と根本的な類似を示していることに立脚している。

## モンバリューの解釈
研究者A・モンバリュー (Monballieu) は、1983年に別の説を発表している。本作の背景に見えるスヘルデ川は、神聖ローマ帝国とフランドル伯の属すフランスとの境界となっていた。しかし、神聖ローマ帝国に属すブラバント公領のアントウェルペン市は通行税などの収入を考慮し、対岸のフランス側にあるブルフトとツヴェンドルフトの2つの村を所領すべく、領主ホルン伯と交渉し、1559年に前払いをしている。ところがフランスも神聖ローマ帝国もこの取引に反対し、本作の描かれた1562年、領主権問題は最も白熱化した。この年、交渉は結局決裂し、前金も戻らなかった。
モンバリューは、フランス語で「猿の檻」(singerie) と「領主権」 (seignerie) の語呂合わせに注目した。また、オランダ語の成句「長い尻尾」は、「問題の解決が長引く」という意味である。さらに、本作の画面手前にクルミが転がっているが、「誰かとクルミを割る」というオランダの諺は「不快なことを承服させる」ということを意味している。かくして、ブリューゲルは、1662年当時のアントウェルペン市が抱えていた難題を寓意的に描いたと考えられるのである。

## 展示
ブリューゲルの没後450年を記念して、『二匹の猿』は他の作品とともに、ウィーンの美術史美術館で2018年10月2日から2019年1月13日まで開催された展覧会「ブリューゲルー巨匠の手」 (Bruegel - The Hand of the Master) に展示された。この展覧会のために、ベルリンの絵画館は、2017年の1月から8月にかけて、徹底した技術的分析を行った。研究方法としては、年輪年代学、実体顕微鏡調査、紫外線照射、X線画像、赤外線リフレクトグラフィー、X線蛍光分析が含まれていた。結果として、美術館の修復者で複製画家であるベルトラム・ロレンツ (Bertram Lorenz) は、絵画を再構成することができた。

## 関連作品
ポーランド人のノーベル文学賞受賞者ヴィスワヴァ・シンボルスカは、『ブリューゲルの二匹の猿』という詩を書き、彼女の絵画に対する反応を記述している。